# Liste der Geotope im Landkreis Rottweil
Diese sortierbare Liste der Geotope im Landkreis Rottweil enthält die Geotope des baden-württembergischen Landkreises Rottweil, die amtlichen Bezeichnungen für Namen und Nummern sowie deren geographische Lage. Die Geotope sind im Geotop-Kataster Baden-Württemberg dokumentiert und umfassen Aufschlüsse von Gesteinen, Böden, Mineralien und Fossilien sowie besondere Landschaftsteile.

## Liste
Im Landkreis sind 68 Geotope (Stand 31. Mai 2020) offiziell vom Landesamt für Geologie, Rohstoffe und Bergbau (LGRB) ausgewiesen:
| Steckbrief Nr. (PDF) | Name                                                                              | Geotoptyp          | Gemeinde/Stadt, Gemarkung                   | Koordinaten                     | Bild | Bemerkungen                                                                                     |
| -------------------- | --------------------------------------------------------------------------------- | ------------------ | ------------------------------------------- | ------------------------------- | ---- | ----------------------------------------------------------------------------------------------- |
| 3837                 | Tropfsteinhöhle im Flst.-Nr. 473 bei Pkt. 674,4 W von Bösingen                    | Höhle              | Bösingen                                    | 48° 14′ 31,2″ N, 8° 32′ 22,3″ O |      | Geologische Einheit: Grenzbereich Oberer Muschelkalk/Unterer Keuper Status: geschützt           |
| 3838                 | Höhinger Felsen NW von Epfendorf                                                  | Felsformation      | Epfendorf                                   | 48° 15′ 20,6″ N, 8° 35′ 58,8″ O |      | Geologische Einheit: Oberer Muschelkalk Status: geschützt (Naturdenkmal Höhinger Halde)         |
| 3839                 | Aufgelassener Steinbruch SE Epfendorf                                             | Aufschluss         | Epfendorf                                   | 48° 14′ 10,3″ N, 8° 36′ 30,9″ O |      | Geologische Einheit: Mittlerer Muschelkalk Status: mit geschützt (NSG Schlichemtal)             |
| 3840                 | Schlichemtal zwischen Butschhof und Ramsteiner Mühle (Umlaufberg)                 | Landschaftselement | Epfendorf                                   | 48° 14′ 27,5″ N, 8° 37′ 49,8″ O |      | Geologische Einheit: Oberer Muschelkalk Unterer Keuper Status: mit geschützt (NSG Schlichemtal) |
| 3841                 | Schlichemtal zwischen Butschhof und Ramsteiner Mühle (Schlichemklamm)             | Felsformation      | Epfendorf                                   | 48° 14′ 30,2″ N, 8° 38′ 10,1″ O |      | Geologische Einheit: Oberer Muschelkalk Unterer Keuper Status: mit geschützt (NSG Schlichemtal) |
| 3842                 | Rabenfels, Lauterbach W von Schramberg                                            | Felsformation      | Lauterbach                                  | 48° 13′ 47″ N, 8° 20′ 46,6″ O   |      | Geologische Einheit: Triberg-Granit Status: geschützt                                           |
| 3843                 | Hohler Stein, Schiltach-Lehengericht                                              | Landschaftselement | Lauterbach                                  | 48° 15′ 31,6″ N, 8° 19′ 48,1″ O |      | Geologische Einheit: Unterer Buntsandstein Status: geschützt                                    |
| 3844                 | Brandhalde mit Bollerfels                                                         | Felsformation      | Oberndorf am Neckar Gemarkung Aistaig       | 48° 18′ 50,7″ N, 8° 34′ 34,7″ O |      | Geologische Einheit: Oberer Muschelkalk Status: mit geschützt (NSG Brandhalde)                  |
| 3845                 | Moritzloch S von Oberndorf am Neckar-Webertal                                     | Doline             | Oberndorf am Neckar Gemarkung Altoberndorf  | 48° 16′ 11,2″ N, 8° 34′ 50,6″ O |      | Geologische Einheit: Oberer Muschelkalk Status: geschützt                                       |
| 3846                 | Doline Stellengrube, Oberndorf am Neckar-Beffendorf                               | Doline             | Oberndorf am Neckar Gemarkung Beffendorf    | 48° 16′ 21,3″ N, 8° 32′ 32,3″ O |      | Geologische Einheit: Oberer Muschelkalk Unterer Keuper Status: geschützt                        |
| 3847                 | Doline im Gewann Oberaichen E von Oberndorf am Neckar-Beffendorf                  | Doline             | Oberndorf am Neckar Gemarkung Beffendorf    | 48° 16′ 40,6″ N, 8° 32′ 34″ O   |      | Geologische Einheit: Oberer Muschelkalk Status: geschützt                                       |
| 3848                 | Wasserfallhöhle W von Oberndorf am Neckar                                         | Höhle              | Oberndorf am Neckar                         | 48° 17′ 26,3″ N, 8° 33′ 31,1″ O |      | Geologische Einheit: Unterer Muschelkalk Status: geschützt                                      |
| 3849                 | Erdtrichter im Bollerwald, Rottweil                                               | Dolinen            | Rottweil                                    | 48° 9′ 26″ N, 8° 35′ 40,3″ O    |      | Geologische Einheit: Unterer Keuper Status: geschützt                                           |
| 3850                 | Neckarburg ca. 3600 m N von Rottweil                                              | Landschaftselement | Rottweil                                    | 48° 11′ 55,3″ N, 8° 37′ 16,5″ O |      | Geologische Einheit: Oberer Muschelkalk Status: mit geschützt (NSG Neckarburg)                  |
| 3851                 | Umlaufberg Bergle Rottweil                                                        | Landschaftselement | Rottweil                                    | 48° 11′ 39,3″ N, 8° 36′ 53,8″ O |      | Geologische Einheit: Oberer Muschelkalk Status: mit geschützt (NSG Neckarburg)                  |
| 3852                 | Hangender Stein, Schenkenzell-Kaltbrunn                                           | Felsformation      | Schenkenzell Gemarkung Kaltbrunn            | 48° 19′ 16,9″ N, 8° 23′ 31,9″ O |      | Geologische Einheit: Triberg-Granit Status: geschützt                                           |
| 3853                 | Staufenstein, Schenkenzell-Rinkenbach                                             | Felsformation      | Schenkenzell                                | 48° 19′ 26,3″ N, 8° 22′ 28,6″ O |      | Geologische Einheit: Mittlerer Buntsandstein Status: geschützt                                  |
| 3854                 | Bonathsküche, Schenkenzell                                                        | Felsformation      | Schenkenzell                                | 48° 19′ 9,5″ N, 8° 20′ 38,6″ O  |      | Geologische Einheit: Mittlerer Buntsandstein Status: geschützt                                  |
| 3855                 | Felswand Kinzigitfelsen, Schenkenzell                                             | Felsformation      | Schenkenzell                                | 48° 19′ 3,3″ N, 8° 21′ 41,8″ O  |      | Geologische Einheit: Kinzigit Status: geschützt                                                 |
| 3856                 | Käppelefelsen, Schenkenzell                                                       | Felsformation      | Schenkenzell                                | 48° 18′ 21,4″ N, 8° 22′ 5,2″ O  |      | Geologische Einheit: Triberg-Granit Status: geschützt                                           |
| 3857                 | Hohenstein W von Schiltach                                                        | Felsformation      | Schiltach Gemarkung Lehengericht            | 48° 17′ 24,2″ N, 8° 19′ 41,3″ O |      | Geologische Einheit: Triberg-Granit Status: geschützt                                           |
| 3858                 | Uhufelsen SSE von Schiltach                                                       | Felsformation      | Schiltach Gemarkung Lehengericht            | 48° 16′ 13,9″ N, 8° 21′ 27″ O   |      | Geologische Einheit: Triberg-Granit Status: geschützt                                           |
| 3859                 | Burbachfelsen, Schiltach                                                          | Felsformation      | Schiltach Gemarkung Lehengericht            | 48° 16′ 22,4″ N, 8° 21′ 40″ O   |      | Geologische Einheit: Triberg-Granit Status: geschützt                                           |
| 3860                 | Welschfelsen, Schiltach-Lehengericht                                              | Felsformation      | Schiltach Gemarkung Lehengericht            | 48° 16′ 5,4″ N, 8° 21′ 57,1″ O  |      | Geologische Einheit: Triberg-Granit Status: geschützt                                           |
| 3861                 | Taubenstein, Schiltach-Lehengericht                                               | Felsformation      | Schiltach Gemarkung Lehengericht            | 48° 15′ 50″ N, 8° 21′ 57,3″ O   |      | Geologische Einheit: Triberg-Granit Status: geschützt                                           |
| 3862                 | Rappenfelsen, N von Schramberg                                                    | Felsformation      | Schramberg                                  | 48° 14′ 36,6″ N, 8° 22′ 46,7″ O |      | Geologische Einheit: Triberg-Granit Status: geschützt                                           |
| 3863                 | Kreuzfelsen S von Schramberg                                                      | Felsformation      | Schramberg                                  | 48° 12′ 48,9″ N, 8° 23′ 0,6″ O  |      | Geologische Einheit: Triberg-Granit Status: geschützt                                           |
| 3864                 | Burgfelsen Ober- und Unterfalkenstein, Schramberg                                 | Felsformation      | Schramberg                                  | 48° 12′ 45,2″ N, 8° 22′ 51,4″ O |      | Geologische Einheit: Triberg-Granit Status: geschützt                                           |
| 3865                 | Burgfelsen der Ruine Berneck, Schramberg                                          | Felsformation      | Schramberg                                  | 48° 12′ 4,5″ N, 8° 23′ 0,7″ O   |      | Geologische Einheit: Triberg-Granit Status: geschützt                                           |
| 3866                 | Moosmannhöhle, Lauterbach                                                         | Höhle              | Lauterbach                                  | 48° 13′ 55,8″ N, 8° 21′ 39,4″ O |      | Geologische Einheit: Unterer Buntsandstein Status: geschützt                                    |
| 3867                 | Kalksinter Quellflur, Sulz am Neckar-Glatt                                        | Sinterstufe        | Sulz am Neckar Gemarkung Glatt              | 48° 23′ 4,6″ N, 8° 36′ 26,8″ O  |      | Geologische Einheit: Unterer Muschelkalk Status: geschützt (Naturdenkmal Kalksinter-Quellflur)  |
| 3868                 | Gähnender Stein, Sulz                                                             | Felsformation      | Sulz am Neckar                              | 48° 21′ 52,2″ N, 8° 38′ 26,4″ O |      | Geologische Einheit: Oberer Muschelkalk Status: geschützt                                       |
| 3873                 | Doline N von Bösingen                                                             | Doline             | Bösingen                                    | 48° 14′ 46,6″ N, 8° 33′ 14,8″ O |      | Geologische Einheit: Unterer Keuper                                                             |
| 3874                 | Aufgelassener Steinbruch WSW von Deisslingen                                      | Aufschluss         | Deißlingen                                  | 48° 6′ 5″ N, 8° 34′ 16,8″ O     |      | Geologische Einheit: Oberer Muschelkalk                                                         |
| 3875                 | Gipsgrube W von Neufra, Deisslingen                                               | Aufschluss         | Deißlingen Gemarkung Lauffen                | 48° 7′ 43,3″ N, 8° 38′ 51,7″ O  |      | Geologische Einheit: Gipskeuper                                                                 |
| 3876                 | Aufgelassener Steinbruch E von Deisslingen                                        | Aufschluss         | Deißlingen Gemarkung Lauffen                | 48° 6′ 34,1″ N, 8° 38′ 3,8″ O   |      | Geologische Einheit: Stubensandstein                                                            |
| 3877                 | Aufgelassene Gipsgrube E Irslingen                                                | Aufschluss         | Dietingen Gemarkung Böhringen               | 48° 14′ 2″ N, 8° 39′ 52,1″ O    |      | Geologische Einheit: Gipskeuper                                                                 |
| 3878                 | Aufgelassener Steinbruch SW von Dietingen                                         | Aufschluss         | Dietingen                                   | 48° 12′ 0,2″ N, 8° 37′ 45″ O    |      | Geologische Einheit: Oberer Muschelkalk                                                         |
| 3879                 | Böschungsaufschluss N von Gösslingen, Dietingen                                   | Aufschluss         | Dietingen Gemarkung Gößlingen               | 48° 14′ 7,1″ N, 8° 41′ 33,8″ O  |      | Geologische Einheit: Knollenmergel                                                              |
| 3880                 | Bachriss S von Rotenzimmern, Dietingen                                            | Aufschluss         | Dietingen Gemarkung Rotenzimmern            | 48° 14′ 48,3″ N, 8° 40′ 45,1″ O |      | Geologische Einheit: Arietenkalk-Formation                                                      |
| 3881                 | Aufgelassener Steinbruch S von Dornhan                                            | Aufschluss         | Dornhan                                     | 48° 20′ 5,9″ N, 8° 30′ 58″ O    |      | Geologische Einheit: Oberer Muschelkalk                                                         |
| 3882                 | Doline SE von Marschalkenzimmern, Dornhan                                         | Doline             | Dornhan Gemarkung Marschalkenzimmern        | 48° 19′ 38,2″ N, 8° 32′ 39,2″ O |      | Geologische Einheit: Unterer Keuper                                                             |
| 3883                 | Doline NW von Epfendorf                                                           | Doline             | Epfendorf                                   | 48° 15′ 36,6″ N, 8° 35′ 1,7″ O  |      | Geologische Einheit: Unterer Keuper                                                             |
| 3884                 | Aufg. Gipsgrube SE von Epfendorf                                                  | Aufschluss         | Epfendorf                                   | 48° 14′ 45,7″ N, 8° 36′ 12,2″ O |      | Geologische Einheit: Mittlerer Muschelkalk                                                      |
| 3885                 | Tierstein E von Talhausen, Epfendorf                                              | Felsformation      | Epfendorf                                   | 48° 13′ 19,5″ N, 8° 36′ 4,6″ O  |      | Geologische Einheit: Oberer Muschelkalk                                                         |
| 3886                 | Aufgelassener Steinbruch N von Trichtingen, Epfendorf                             | Aufschluss         | Epfendorf Gemarkung Trichtingen             | 48° 16′ 50,2″ N, 8° 39′ 10,7″ O |      | Geologische Einheit: Schilfsandstein                                                            |
| 3887                 | Aufg. Gipsgrube und Stollen N von Aistaig, Oberndorf am Neckar                    | Aufschluss         | Oberndorf am Neckar Gemarkung Aistaig       | 48° 19′ 16″ N, 8° 34′ 43,2″ O   |      | Geologische Einheit: Mittlerer Muschelkalk                                                      |
| 3889                 | Doline E von Hochmössingen, Oberndorf am Neckar                                   | Doline             | Oberndorf am Neckar Gemarkung Hochmössingen | 48° 18′ 46,3″ N, 8° 32′ 47,9″ O |      | Geologische Einheit: Unterer Keuper                                                             |
| 3890                 | Doline NE von Hochmössingen, Oberndorf am Neckar                                  | Doline             | Oberndorf am Neckar Gemarkung Hochmössingen | 48° 18′ 54,4″ N, 8° 32′ 47,9″ O |      | Geologische Einheit: Unterer Keuper                                                             |
| 3891                 | Doline NW von Oberndorf am Neckar                                                 | Doline             | Oberndorf am Neckar                         | 48° 18′ 8,4″ N, 8° 33′ 22,3″ O  |      | Geologische Einheit: Unterer Keuper                                                             |
| 3892                 | Haugenlochhöhle W von Oberndorf am Neckar                                         | Höhle              | Oberndorf am Neckar                         | 48° 17′ 33,6″ N, 8° 33′ 42″ O   |      | Geologische Einheit: Unterer Muschelkalk                                                        |
| 3893                 | Aufgelassene Gipsgrube Rottweil-Göllsdorf                                         | Aufschluss         | Rottweil Gemarkung Göllsdorf                | 48° 9′ 51,9″ N, 8° 39′ 14,5″ O  |      | Geologische Einheit: Grenzbereich Lettenkeuper /Gipskeuper                                      |
| 3894                 | Böschungsaufschluss SE von Neufra, Rottweil                                       | Aufschluss         | Rottweil Gemarkung Neufra                   | 48° 7′ 12,6″ N, 8° 41′ 0″ O     |      | Geologische Einheit: Bunte Mergel                                                               |
| 3895                 | Prallhang der Prim ca. 300 m NW der Einmündung der Straße von Aixheim in die B 14 | Aufschluss         | Rottweil Gemarkung Neufra                   | 48° 7′ 0,7″ N, 8° 41′ 6,4″ O    |      | Geologische Einheit: Bunte Mergel                                                               |
| 3896                 | Böschung an der Balinger Strasse, Rottweil                                        | Aufschluss         | Rottweil                                    | 48° 10′ 24,7″ N, 8° 37′ 49,1″ O |      | Geologische Einheit: Grenzbereich Oberer Muschelkalk/Unterer Keuper                             |
| 3897                 | Böschungsaufschluss bei Wittichen-Zundelgraben, Schenkenzell                      | Aufschluss         | Schenkenzell Gemarkung Kaltbrunn            | 48° 20′ 46,3″ N, 8° 19′ 47,4″ O |      | Geologische Einheit: Rotliegend                                                                 |
| 3898                 | Böschungsaufschluss SE von Wittichen-Jägerhaus, Schenkenzell                      | Aufschluss         | Schenkenzell Gemarkung Kaltbrunn            | 48° 20′ 37,6″ N, 8° 20′ 22,7″ O |      | Geologische Einheit: Grenzbereich Triberg-Granit/Rotliegend                                     |
| 3899                 | Böschungsaufschluss E vom Kloster Wittichen, Schenkenzell                         | Aufschluss         | Schenkenzell Gemarkung Kaltbrunn            | 48° 20′ 1,7″ N, 8° 21′ 4,7″ O   |      | Geologische Einheit: Triberg-Granit mit Schwerspat-Flussspatgang                                |
| 3900                 | Aufschlüsse am Käppelesberg ENE von Schiltach, Schenkenzell                       | Aufschluss         | Schenkenzell                                | 48° 17′ 49″ N, 8° 22′ 12,8″ O   |      | Geologische Einheit: Siltsteine mit Flussspatgängen                                             |
| 3901                 | Böschungsaufschluss in Schramberg-Ost                                             | Aufschluss         | Schramberg                                  | 48° 13′ 54,9″ N, 8° 23′ 57,5″ O |      | Geologische Einheit: Rotliegend                                                                 |
| 3902                 | Böschungsaufschluss W von Schramberg                                              | Aufschluss         | Schramberg                                  | 48° 13′ 24,5″ N, 8° 22′ 37,9″ O |      | Geologische Einheit: Rotliegend Verwerfung Triberg-Granit                                       |
| 3903                 | Sandgrube im Kirnbachtal S von Schramberg                                         | Aufschluss         | Schramberg                                  | 48° 12′ 37,9″ N, 8° 24′ 19,7″ O |      | Geologische Einheit: Paläoboden im Rotliegend                                                   |
| 3904                 | Aufgelassener Steinbruch E Waldmössingen, Schramberg                              | Aufschluss         | Schramberg Gemarkung Waldmössingen          | 48° 15′ 59,5″ N, 8° 29′ 33″ O   |      | Geologische Einheit: Oberer Muschelkalk                                                         |
| 3905                 | Aufg. Steinbruch E von Bergfelden, Sulz am Neckar                                 | Aufschluss         | Sulz am Neckar Gemarkung Bergfelden         | 48° 20′ 30,2″ N, 8° 41′ 55,8″ O |      | Geologische Einheit: Rhätkeuper                                                                 |
| 3906                 | Aufg. Steinbruch W vom Kloster Kirchberg, Sulz am Neckar                          | Aufschluss         | Sulz am Neckar Gemarkung Renfrizhausen      | 48° 21′ 26,1″ N, 8° 43′ 8,3″ O  |      | Geologische Einheit: Grenzbereich Schilfsandstein/ Bunte Mergel                                 |
| 3907                 | Felsengruppe Ruine Ramstein, Tennenbronn                                          | Felsformation      | Tennenbronn                                 | 48° 11′ 22,5″ N, 8° 23′ 8,4″ O  |      | Geologische Einheit: Triberg-Granit                                                             |
| 3908                 | Aufgelassene Sandgrube SE von Vöhringen                                           | Aufschluss         | Vöhringen                                   | 48° 18′ 40″ N, 8° 41′ 16,4″ O   |      | Geologische Einheit: Stubensandstein                                                            |
| 3909                 | Böschungsaufschlüsse an der Wassersteige SE von Wilfingen                         | Aufschluss         | Wellendingen Gemarkung Wilfingen            | 48° 8′ 47,1″ N, 8° 44′ 37,1″ O  |      | Geologische Einheit: Schichtfolgen des Mitteljura                                               |